# Delray Beach WCT
Delray Beach WCT, nazývaný také WCT Gold Coast Classic, byl profesionální tenisový turnaj mužů hraný v rámci okruhu WCT Tour. Konal se mezi lety 1982–1983 na otevřených antukových dvorcích tenisového klubu ve floridském Delray Beach. Úvodní ročník proběhl v červnovém a druhý pak v únorovém termínu. Do dvouhry v prvním roce nastoupilo šestnáct a ve druhém třicet dva hráčů. Čtyřhry se účastnilo šestnáct párů.
Ročník 1983 vzbudil mediální zájem zápasem úvodního kola mezi šestým nasazeným Američanem Billem Scanlonem a brazilským hráčem Marcosem Hocevarem. Americký tenista zvítězil poměrem setů 6–2 a 6–0. Druhou sadu přitom vyhrál bez ztráty míče a dosáhl jako třetí tenista historie na zlatý set a první po čtyřiceti letech. 

## Přehled finále

### Dvouhra
| Rok  | vítěz           | finalista      | výsledek           |
| ---- | --------------- | -------------- | ------------------ |
| 1982 | Ivan Lendl      | Peter McNamara | 6–4, 4–6, 6–4, 7–5 |
| 1983 | Guillermo Vilas | Pavel Složil   | 6–1, 6–4, 6–0      |

### Čtyřhra
| Rok  | vítězové                    | finalisté                  | výsledek |
| ---- | --------------------------- | -------------------------- | -------- |
| 1982 | Mel Purcell Eliot Teltscher | Tomáš Šmíd Balázs Taróczy  | 6–4, 7–6 |
| 1983 | Pavel Složil Tomáš Šmíd     | Anand Amritraj Johan Kriek | 7–6, 6–4 |